# 普列舍維奇
49°44′52″N 22°56′34″E / 49.74778°N 22.94278°E
普列舍維奇（烏克蘭語：Плешевичі），是烏克蘭西部的村莊，隸屬利維夫州的亞沃里夫區。該村始建於1940年，面積0.81平方公里，海拔高度232米，2001年人口197，人口密度每平方公里242.01人。